# 태평동 (성남시)
태평동(太平洞)은 대한민국 성남시 수정구의 법정동이다.
태평동의 동명 유래는 조선시대에는 광주군 세촌면 탄동이었던 곳으로 자연취락은 남씨편·숯골 등으로 불리었으며 1971년 6월 1일 경기도 광주군 성남출장소 수진지소에 편입되었다가 1973년 7월 성남시로 승격되면서 탄리 일부를 병합하여 태평동으로 개칭하였고, 동 명칭은 동 창설 당시 성남시 자문회의에서 근심 걱정 없는 “태평한 지역을 만들자”는 뜻에서 ‘태평동’이라 하였다.
1971년 7월 1일 성남시 승격 당시 태평동은 현재 태평1동사무소 지역에서부터 동쪽으로 현재 시민로까지 포함하는 지역이었으나 1975년 10월 태평3파출소 앞의 탄리로를 경계로 태평1동(서쪽)과 태평2동(동쪽)으로 분동되었고, 1980년 9월 1일 태평1동을 다시 태평1동과 태평3동으로 분할 개편하였다. 1990년 1월 1일 태평2동을 옛 (도로명주소 시행 전)성남시청 뒤 `만송6길`에서 `영장길`에 이르는 도로를 경계로 분할하여 서쪽은 태평2동으로 남기고 동쪽을 태평4동으로 신설하여, 현재에 이르고 있다.
구 성남시청의 소재지였다. 성남시청이 중원구 여수동으로 이전한 후 옛 시청 건물을 철거하고, 그 자리에는 시립 공공병원인 성남시의료원이 2020년 7월 28일에 개원했다.

## 법정동
- 태평동

## 시설물
- 성남시의료원
- 성남수정경찰서
- 영장공원
- 성남시립족구장

## 교통

### 지하철
- ● 수도권 전철 수인·분당선
  - 가천대역
  - 태평역

## 교육

### 초등학교
- 성남서초등학교
- 태평초등학교
- 수진초등학교
- 금빛초등학교
- 성남초등학교

### 중학교
- 태평중학교